# Yasujirō Tsutsumi
Pour les articles homonymes, voir Tsutsumi.
Yasujirō Tsutsumi (堤 康次郎, Tsutsumi Yasujirō), né le 16 mars 1889 et mort le 26 avril 1964, est un entrepreneur et homme politique japonais, fondateur du groupe Seibu. Il fait de sa famille l’une des plus influentes et des plus riches du Japon. Il est le père de l'écrivain Tsujii Takashi.

## Biographie

### Premières années
Yasujirō Tsutsumi est né dans une famille de fermiers pauvres de la préfecture de Shiga. Il est élevé par ses grands-parents paternels après la mort prématurée de son père. Il fait ses études à l’université Waseda de Tokyo grâce à l’argent qu’il gagne en vendant la ferme familiale après la mort de ses grands-parents, et en sort diplômé en 1913.

### Fondation de son empire
Encore étudiant, il s’essaye à créer une petite entreprise postale et rachète des terrains à bas prix. Après la Première Guerre mondiale, il se lance dans le tourisme en investissant dans la région de Karuizawa : il y fait construire infrastructures, terrains de golf, hôtels, maisons de vancaces... Durant l’entre-deux-guerres se développe en effet une économie de loisir au Japon à destination des classes moyennes. Sa compagnie de construction profite également des reconstructions nécessaires après le terrible séisme de 1923 de Kantō. Il effectue de nombreuses affaires dans l’aménagement du territoire, et acquiert une fortune considérable en achetant des vastes terrains à Tokyo à bas prix, notamment au lendemain de la Seconde Guerre mondiale,. Il fonde ensuite le groupe Seibu, reprenant le nom de Seibu Railway, spécialisé dans le chemin de fer, en rachetant plusieurs petites compagnies du secteur. Le groupe se diversifie dans divers domaines : tourisme, affaires...

### Carrière politique
Yasujirō Tsutsumi entre en politique en 1924, quand il est élu à la Chambre des représentants, durant la période démocratique du début du XXe siècle au Japon (la démocratie Taishō). Il y est réélu douze fois et est président de l’institution en 1953 et 1954,. 

### Fin de vie
Le 21 avril 1964, à l’âge de 75 ans, Yasujirō Tsutsumi s’évanouit dans la gare de Tokyo et meurt cinq jours plus tard. Il était alors l’un des hommes les plus riches du Japon. Son troisième fils, Yoshiaki Tsutsumi, reprend la direction du groupe Seibu un an après.

## Personnalité
Yasujirō Tsutsumi était un « homme de l’ère Meiji », complexe, aimant l’argent et les femmes. Il s’est d’ailleurs marié trois fois et a eu deux maîtresses principales (en fait un nombre « incalculable » selon les termes de A. Rothacher), ainsi que sept enfants. Dans son travail, il était constamment en contact avec ses subordonnés, mais était autoritaire et n’acceptait pas l’erreur,.

## Sources et références
1. 1 2 3 4 5 6  (en) Nagaharu Hayabusa, « The Tsutsumi Brothers, Feuding Magnates », Japan Quarterly, vol. 35, no 2,‎ avril 1988, p. 192-195
2. ↑  (en) Lesley Downer, The brothers : the hidden world of Japan’s richest family, Random House, 1994, 454 p. (ISBN 978-0-679-42554-0), p. 23
3. 1 2 3  (en) « Tsutsumi Family », Encyclopædia Britannica en ligne (consulté le 25 septembre 2012)
4. 1 2 3 4  (en) Albrecht Rothacher, Corporate Cultures And Global Brands, World Scientific, 2004, 269 p. (ISBN 978-981-238-856-8, lire en ligne), p. 122-123
5. ↑  (en) Mansel G. Blackford, The Rise of Modern Business in Great Britain, the United States, and Japan, University of North Carolina Press, 1998, 2e éd., 249 p. (ISBN 978-0-8078-4732-9, lire en ligne), p. 201
6. 1 2  (en) Justin Price Jacobson, Japanese Transit-Oriented Development : The framed market and the production of alternative landscapes, université du Minnesota, 2010 (lire en ligne), p. 183-209
7. 1 2  (en) Miyano Corliss, « Seibu’s shareholding methods turned into minefield », Knight Ridder Tribune Business News,‎ 13 janvier 2005, p. 1
8. 1 2  (en) Sam Jameson, « Power on the Pacific Rim : Profiles : 10 Pacific Rim Giants Tread Own Paths to Influence Yoshiaki Tsutsumi: Not Losing the Inheritance », Los Angeles Times,‎ 21 mai 1991, p. 15 (lire en ligne)
9. ↑  (en) Mick Corliss, « Billionaire brothers: The Tsutsumi clan », Japan Times,‎ 7 avril 1997, p. 16